# Black Star of Queensland
Pour les articles homonymes, voir Étoile noire.
Le Black Star du Queensland est un saphir de 733 carats (147g) (la pierre brute pesait 1 156 carats). Il est le plus grand saphir étoilé du monde. Il a été découvert en Australie en 1938, mais la valeur de la pierre n'a été remarquée que 10 ans plus tard par Harry Kazanjian, qui procède à sa taille, aussi délicate que réussie. Il est monté en pendentif sur un socle en or blanc orné de 35 diamants.
Le bijou a été impliqué dans plusieurs conflits de propriété. L'étoile noire du Queensland a été exposée au cours des années 1960 au Smithsonian Institution dans le cadre d'une exposition avec le diamant Hope. Plus récemment, le saphir a été exposé au Musée royal de l'Ontario du 2 juin au 2 décembre 2007. À l'heure actuelle, le saphir est détenu par un particulier et ne semble plus être exposé au public.

## Autres saphirs célèbres
- Étoile de l'Inde (563,35 carats)
- Saphir Logan (423 carats)
- Saphir Nertamphia (216 carats)